# Réka Albert
Réka Albert (n. 2 martie 1972, Reghin, Mureș, România) este o cercetătoare româno-maghiară, profesoară de fizică și asistentă universitară de biologie la Pennsylvania State University, cunoscută pentru modelul Barabási-Albert și abordarea sistemelor biologice după modelul Boolean, precum și pentru cercetările în domeniul rețelelor fără scară.

## Educație
Réka Albert s-a născut în orașul Reghin din județul Mureș. A absolvit Universitatea Babeș-Bolyai din Cluj-Napoca, cu diplomă de licență în 1995, urmată de diploma de masterat în 1996. În continuare, și-a luat doctoratul în fizică la Universitatea Notre Dame în 2001, sub coordonarea profesorului Albert-László Barabási. A realizat cercetarări postdoctorale în biologie matematică la Universitatea din Minnesota, alături de profesorul Hans G. Othmer. În 2003 și-a început cariera didactică la Pennsylvania State University, ca profesoară de fizică și asistent universitar în cadrul Facultății de Biologie.

## Activitate științifică
Réka Albert a creat, împreună cu Albert-László Barabási, modelul Barabási-Albert, un algoritm pentru generarea aleatorie a rețelelor fără o scară cu ajutorul unui mecanism de atașare preferențial.
Printre cercetările sale, se numără cele în domeniul teoriei rețelelor, precum toleranța la defecte și vulnerabilitatea rețelelor complexe și aplicațiile acestora la vulnerabilitatea rețelei electrice din America de Nord. De asemenea, studiază modelarea dinamică a rețelelor biologice și biologia sistemică.
Este prezentă în colectivul de redacție al mai multor reviste științifice, printre care: Physical Review E, The New Journal of Physics, IET Systems Biology.

## Premii
În 2004, Réka Albert a fost aleasă ca beneficiar al bursei anuale Sloan Reasearch Fellowship, acordată de Alfred P. Sloan Foundation. În 2007 a primit premiul pentru carieră acordat de către National Science Foundation. A primit titlul de fellow în American Physical Society în 2009. În 2011 i-a fost acordat Premiul Maria Goeppert-Mayer. În 2016 a fost numită membru extern al Academiei Maghiare de Științe. A fost aleasă fellow în Natural Science Society în 2018, pentru contribuțiile deosebite în descoperirea rețelelor fără scară și pentru modelarea rețelelor biologice. Anul următor a fost aleasă fellow în American Association for the Advancement of Science.

## Publicații selectate
- Albert R., Barabási A.-L.: Statistical mechanics of complex networks, Reviews of Modern Physics, Vol. 74, Nr. 1, pp. 47–97, 2002, doi:10.1103/RevModPhys.74.47, arXiv:cond-mat/0106096v1
- Jeong H., Tombor B., Albert R., Oltvai Z.N., Barabási A.-L.: The large-scale organization of metabolic networks, Nature 407, pp. 651–654, 2000, doi:10.1038/35036627 arXiv:cond-mat/0010278
- Albert R., Jeong H., Barabási A.-L.: Error and attack tolerance of complex networks, Nature 406, pp. 378–382, 2000, doi:10.1038/35019019, arXiv:cond-mat/0008064v1
- Barabási A.-L., Albert R.: Emergence of scaling in random networks, Science, Vol. 286, Nr. 5439, pp. 509–12, 15 October 1999, doi:10.1126/science.286.5439.509, arXiv:cond-mat/9910332v1